# Odontomyia nitidissima
Odontomyia nitidissima är en tvåvingeart som först beskrevs av James 1950.  Odontomyia nitidissima ingår i släktet Odontomyia och familjen vapenflugor.
Artens utbredningsområde är Vanuatu. Inga underarter finns listade i Catalogue of Life.